# ローラ・B99/00
ローラ・B99/00 (Lola B99/00) は、ローラが設計・製造したオープンホイールレーシングカーである。1999年のCARTシーズンで使用された。